# François Le Signor
François Le Signor, né le 20 septembre 1939 à Quimper, où il est mort le 18 janvier 2013, est un imprimeur et éditeur français. 
Créateur des éditions éponymes dans les années 1970, il édite les ouvrages d'auteurs comme Pierre-Jakez Hélias, Jeanne Bluteau, ou encore André Grall et Hervé Jaouen à leurs débuts.

## Biographie
Dans sa jeunesse, il travaille comme typographe au sein de l'imprimerie quimpéroise Autrou. En 1964, il fonde sa propre imprimerie à Guilvinec, qu'il nomme l'imprimerie du Marin. L'entreprise compte seize salariés à la fin des années 1970. Parallèlement, il se lance à l'époque dans l'édition, assisté d'André Grall. La maison d'édition porte son nom. Les éditions Le Signor éditent alors une quarantaine d'ouvrages, dont le fameux Plogoff-la-Révolte en 1980, sur l'affaire de Plogoff, tiré à plus de 200 000 exemplaires.
Par la suite, il passe quelques années en Afrique de l'Ouest, toujours dans l'édition, puis rentre sur Quimper et travaille pour les ateliers Kan-Ar-Mor, au Petit-Guélen. Il enseigne aux ouvriers les techniques du façonnage et du pliage. Il prend sa retraite en 2008.
Il meurt en 2013 à Quimper.

## Titres édités
- Jakez Cornou, Pierre-Roland Giot, Origine et histoire des Bigoudens, Guilvinec, éditions Le Signor, 1977, p. 377.
- Hervé Jaouen, Les binious bombardent, sous le pseudonyme de J.-M. Kérity, éditions Le Signor, Guilvinec, 1978.
- Jeanne Bluteau, Petite Navigation celtique, préface de Pierre-Jakez Hélias, illustrations de Robert Bluteau, éditions Le Signor, Guilvinec, 1979, 109 p.
- Jeanne Bluteau, De cuivre et de lavande, collection Reprise, éditions Le Signor, Guilvinec, 1979, 222 p.
- Pierre-Jakez Hélias, An Tremen-Buhez Le Passe-Vie bilingue, éditions Emgleo Breiz, Le Signor, 1979, 187 p.
- André Grall, Le Soldat Grisaille, éditions Le Signor, Guilvinec, préfacé par Jean-Edern Hallier[3], 1979.
- T. Le Diouron, André Cabon, G. de Lignières, Plogoff-la-Révolte, éditions Le Signor, Guilvinec, 1980.
- Collectif, Centenaire de la paroisse du Guilvinec, éditions Le Signor, 1982, 64 p.